# Литія (община)
Община Литія (словен. Občina Litija) — одна з общин в центральній Словенії. Адміністративним центром є місто Литія. Община розташована в центрі Словенії, з обох сторін річки Сави.

## Населення
У 2011 році в общині проживало 14923 осіб, 7463 чоловіків і 7460 жінок. Чисельність економічно активного населення (за місцем проживання), 6447 осіб. Середня щомісячна чиста заробітна плата одного працівника (EUR), 842,47 (в середньому по Словенії 987.39). Приблизно кожен другий житель у громаді має автомобіль (50 автомобілів на 100 жителів). Середній вік жителів склав 40,2 роки (в середньому по Словенії 41.8).